# Карапетян, Тигран Карапетович
Тигра́н Карапе́тович Карапетя́н (арм. Տիգրան Կարապետյան, 16 мая 1945, Ереван — 21 октября 2021, Ереван) — армянский общественный деятель и оппозиционный политик. Лидер Народной партии. В политике позиционировал себя как центриста.

## Карьера
- 1984—1987 — отделение тележурналистики Армянского педагогического института им. Х. Абовяна[4]. Кандидат политических наук. Награждён медалью маршала И. Х. Баграмяна министерства обороны Армении (2002).
- 1965—1970 — был сотрудником газеты «Комсомолец».
- 1994 — издал книгу «Самоорганизация», российские СМИ «Трибуна», «Российская газета», репортажи на НТВ из Волгограда, ТВ ABC — журналистские расследования «VIP» — «Волгоградская страничка».
- 1997—2001 — основатель и руководитель «Альтернативно-вещательной сети» (Волгоград).
- С 2000 — член Союза журналистов Армении, член международной федерации журналистов.
- С 2001 — основатель и руководитель медиа-холдинга АЛМ[4][5].
- 2003 — кандидат в депутаты парламента Армении.
- Февраль 2008 — кандидат в президенты Армении[4].

В 2010 г. телекомпания Карапетяна лишилась права на вещание, что по его словам "было для него полной неожиданностью". После прекращения вещания канала руководил сайтом “Дипломат” и пресс-клубом “Дуплекс”
На президентских выборах 2008 года Тигран Карапетян получил 9792 голосов (0,6%). В июне 2011 предпринял попытку создать «Национальный фронт». В 2012 году баллотировался на парламентских выборах по мажоритарному списку от города Арташат, но проиграл кандидату от РПА. В период президентских выборов в Армении 2013 г. объявил в августе 2012 г. о своем выдвижении, позднее заявил, что считает исход выборов предрешенным и баллотироваться не намерен. В ноябре 2014 г. заявил, что «время Никола Пашиняна еще наступит» и "сейчас время еще не пришло".